# Lijst van ziekenhuizen in Suriname
Dit is een lijst van ziekenhuizen in Suriname.
- 's Lands Hospitaal, het oudste ziekenhuis van Paramaribo
- Academisch Ziekenhuis Paramaribo, opgericht in 1965 als Centraal Ziekenhuis
- Sint Vincentius Ziekenhuis, een katholiek ziekenhuis in Paramaribo
- Diakonessenhuis, een protestants ziekenhuis in Paramaribo
- Mungra Medisch Centrum, een regionaal ziekenhuis in Nieuw-Nickerie, district Nickerie
  - Pietronella Ziekenhuis Wageningen, dependance van bovenstaande in Wageningen
- Streekziekenhuis Marwina, een regionaal ziekenhuis in Albina
- Atjoni Ziekenhuis, een regionaal ziekenhuis in Atjoni, Pokigron
- Regionaal Ziekenhuis Wanica, een regionaal ziekenhuis in Lelydorp
- Militair Hospitaal Dr. F.A.C. Dumontier, ziekenhuis in Paramaribo
- Psychiatrisch Centrum Suriname, ook wel Psychiatrisch Ziekenhuis Suriname, in Paramaribo

## Klinieken
- Medische Zending Suriname, klinieken in het binnenland
- Regionale Gezondheidsdienst, klinieken aan de kust
- Detoxificatie Kliniek, afkickkliniek in Paramaribo